# Voyage (浜崎あゆみの曲)
「Voyage」（ヴォヤージュ）は、日本の歌手・浜崎あゆみの28thシングル。2002年9月26日にavex traxより発売。

## 解説
前作「H」から約2か月振りのリリースとなった。
"Voyage" の本来の読みはフランス語/vwajaʒ/（ヴォワイアージュ）、英語/ˈvɔɪ.ɪʤ/（ヴォイッジ）である。「ヴォヤージュ」というのは、ローマ字読みとフランス語読みを掛け合わせている。
この楽曲にインスパイアされた主演短編映画『月に沈む』が2002年10月26日に公開された。ミュージック・ビデオは「月に沈む」のダイジェストとなっている。
3週連続1位、累計売上67.9万枚。この年の「NHK紅白歌合戦」で4回目の出場を果たした。
この楽曲で、同年の『第44回日本レコード大賞』と『第35回日本有線大賞』を受賞した。

## 収録曲
全曲作詞：ayumi hamasaki
1. Voyage [5:04]
作曲：CREA + D・A・I / 編曲：Ken Shima
TBS系ドラマ『マイリトルシェフ』主題歌
短編映画『月に沈む』主題歌
2. HANABI "electrical Bossa mix" [5:04]
Remixed by 1.DT
3. independent "SUGIURUMN MIX" [5:43]
Remixed by SUGIURUMN
4. Voyage -Instrumental- [5:06]

## 収録アルバム
- Voyage
  - 『RAINBOW』
  - 『A BALLADS』
  - 『A BEST 2 -WHITE-』
  - 『A COMPLETE 〜ALL SINGLES〜』
  - 『A THEME SONGS -Drama edition-』

## 収録ライブ映像
- Voyage
  - 『ayumi hamasaki COUNTDOWN LIVE 2002-2003 A』(ayumi hamasaki COMPLETE LIVE BOX A)
  - 『a-nation'02』(A COMPLETE 〜ALL SINGLES〜)
  - 『ayumi hamasaki ASIA TOUR 2008 〜10th Anniversary〜 Live in TAIPEI』
    - 『A 50 SINGLES 〜LIVE SELECTION〜』
    - 『ayumi hamasaki BEST LIVE BOX A』(A BEST 2 -WHITE- TRACK LIST LIVE)

  - 『ayumi hamasaki 15th Anniversary TOUR 〜A BEST LIVE〜』
    - 『ayumi hamasaki BEST LIVE BOX A』(A BALLADS TRACK LIST LIVE)

  - 『ayumi hamasaki Just the beginning -20- TOUR 2017 2017.7.17 Osaka-Jo Hall』(TROUBLE)
  - 『ayumi hamasaki MUSIC for LIFE 〜return〜』
  - 『TA LIMITED LIVE TOUR 2016』(ayumi hamasaki UNRELEASED LIVE BOX A)
  - 『ayumi hamasaki  COUNTDOWN LIVE 2016-2017 A『Just the beginning -20-』』(ayumi hamasaki UNRELEASED LIVE BOX A)